# Roberto Porta
Roberto Porta (* 7. Juni 1913 in Jacinto Vera, Montevideo, Uruguay; † 2. Januar 1984) war ein uruguayisch-italienischer Fußballspieler und -trainer.

## Spielerkarriere

### Verein
Porta, der in Montevideos Stadtviertel Jacinto Vera in der Calle Bolívar geboren wurde, war der Neffe von Abdón Porte. Der Offensivakteur begann seine sportliche Laufbahn auf Vereinsebene 1925 in der Jugendmannschaft von Nacional. Dort debütierte er am 24. November 1928 im Freundschaftsspiel gegen Central in der ersten Mannschaft. Sein erstes Tor für die Erste Elf erzielte er am 29. Juni 1930 gegen die Rampla Juniors. Im selben Jahr debütierte er auch als Ersatz für den erkrankten Héctor Scarone in der Primera División. Danach führte ihn sein Weg 1931 ins Nachbarland Argentinien zu Independiente. Bei den Argentiniern lief er im ersten Jahr in 26 Spielen auf und erzielte zehn Treffer. Bis 1934 stand wer dort unter Vertrag. Am 4. August 1934 brach Porta nach Europa auf und wechselte nach Italien zu AS Ambrosiana, wie sich Inter Mailand zu dieser Zeit nannte. Bei den Italienern wurde er Vizemeister und bestritt in den Spielzeiten 1934/35 und 1935/36 insgesamt 53 Partien in der Serie A, in denen er zwölf Tore schoss. 1936 später kehrte er nach Uruguay zurück und spielte dort ab 1937 wieder für Nacional. Von seinem erneuten Debüt am 10. April 1937 bis zu seinem Karriereende 1947 blieb er bei den Bolsos und war am Gewinn von sechs uruguayischen Landesmeistertiteln (1939 bis 1943 und 1946) beteiligt. Am Ende seiner Laufbahn als aktiver Spieler standen für ihn 310 Spiele und 133 Tore zu Buche.

### Nationalmannschaft
Der Stürmer war Mitglied der uruguayischen Fußballnationalmannschaft, für die er von seinem Debüt am 10. Oktober 1937 bis zu seinem letzten Einsatz am 15. August 1945 nach Angaben der RSSSF insgesamt 33 Länderspiele absolvierte, bei denen er 13 Mal ins gegnerische Tor traf. Bei den Südamerikameisterschaften 1939 und 1941 wurde er mit der Celeste zunächst Vize-Südamerikameister, 1942 gewann er mit seinen Mitspielern dann den Titel, zu dem er mit fünf Treffern beitrug. Auch bei den Südamerikameisterschaften 1945 gehörte er zum Aufgebot. Zudem kann er einen Länderspieleinsatz für Italien vorweisen.

### Erfolge
- Uruguayischer Meister: 1939, 1940, 1941, 1942, 1943, 1946
- Europapokal der Nationalmannschaften: 1933–1935
- Campeonato Sudamericano: 1942

## Trainertätigkeit
Bei der Weltmeisterschaft 1974 betreute Porta die uruguayische Nationalmannschaft als Trainer.